# Commissaire européen à l'Industrie et aux Petites et moyennes entreprises

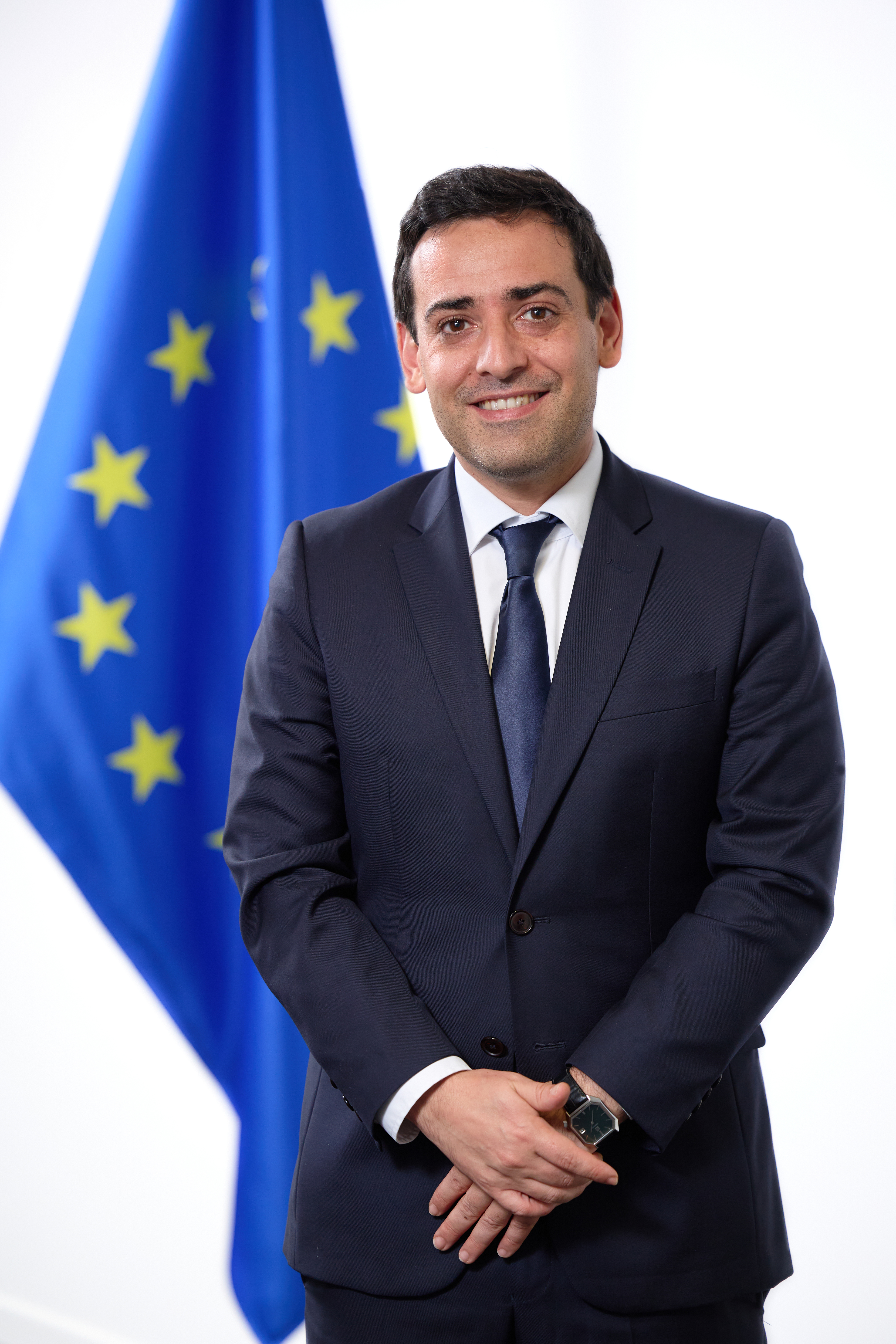
Stéphane Séjourné, l'actuel commissaire européen.

Le commissaire européen à l'Industrie et aux Petites et moyennes entreprises est un poste de la Commission européenne. 
Ce poste, couplé à celui du Marché unique est occupé depuis le 1er décembre 2024 par Stéphane Séjourné.
Autrefois nommé commissaire aux Entreprises et à la Société de l'information, il a été étendu à partir de la Commission Prodi afin d'y inclure l'industrie.

## Liste des commissaires
|   | Nom                 | Pays      | Période     | Commission                  |
| - | ------------------- | --------- | ----------- | --------------------------- |
| 1 | Erkki Liikanen      | Finlande  | 1999–2004   | Commission Prodi            |
| 2 | Ján Figeľ           | Slovaquie | 2004        | Commission Prodi            |
| 3 | Günter Verheugen    | Allemagne | 2004–2010   | Commission Barroso I        |
| 4 | Antonio Tajani      | Italie    | 2010–2014   | Commission Barroso II       |
| 5 | Elżbieta Bieńkowska | Pologne   | 2014–2019   | Commission Juncker          |
| 6 | Thierry Breton      | France    | 2019–2024   | Commission von der Leyen I  |
| 7 | Stéphane Séjourné   | France    | depuis 2024 | Commission von der Leyen II |